# Hieracium elisaeanum
Hieracium elisaeanum là một loài thực vật có hoa trong họ Cúc. Loài này được Willk. mô tả khoa học đầu tiên năm 1893.